# Avantgarden
Avantgarden, nota come Ovosonico fino al 2020, è un'azienda italiana dedita allo sviluppo di videogiochi con sede nella città di Milano, fondata nel 2011 a Varese da Massimo Guarini e Gianni Ricciardi. Con i primi due titoli, Murasaki Baby e Last Day of June, è divenuta uno dei più importanti studi italiani e uno dei più conosciuti all'estero. Dal 2020 è parte del gruppo Digital Bros.

## Storia
Dopo aver diretto Naruto: Rise of a Ninja per conto di Ubisoft e Shadows of the Damned per conto di Grasshopper Manufacture, Massimo Guarini decide di tornare in Italia dal Giappone, preoccupato del fatto che si potesse ripetere un terremoto simile a quello del Tōhoku; tornato in patria nel 2012, Guarini si riunisce con il suo ex collega Gianni Ricciardi, già compositore musicale per videogiochi, e fondano Ovosonico con sede in una villa sul Lago di Varese. La villa, di origine ottocentesca, comprendeva anche uno studio di registrazione interno per l'audio.
Nel 2013 stipulano un accordo di partenariato con Sony Computer Entertainment per lo sviluppo di una nuova proprietà intellettuale, Murasaki Baby; il videogioco viene annunciato per PlayStation Vita durante la Gamescom di Colonia e viene distribuito a partire dal 16 settembre 2014.
All'epoca dello sviluppo di Murasaki Baby la squadra era composta da una decina di membri e aveva l'obiettivo di sviluppare prodotti insoliti, in qualche modo differenti dai giochi tipici del mercato, ed eventualmente anche progetti non strettamente legati ai videogiochi.
Nel 2015 Digital Bros. acquisisce il 49% delle azioni di Ovosonico;. Ricciardi lascia l'azienda, di cui era socio e produttore musicale, a ottobre 2015.
Nel 2017 esce Last Day of June, pubblicato da 505 Games, anch'essa parte del gruppo Digital Bros.
Nel 2018 Guarini trasferisce la sede a Milano.
Nel 2020 Digital Bros. acquisisce tutte le azioni di Ovosonico per circa duecentomila euro e diventa proprietaria dell'azienda, rinominandola in Avantgarden; il marchio Ovosonico rimane di proprietà di Guarini, che lascia l'incarico nelle mani di Abramo Galante.
Nel 2024 viene pubblicato il remake di Brothers: A Tale of Two Sons.

## Videogiochi
| Anno | Titolo                                | Piattaforma/e                           | Editore          |
| ---- | ------------------------------------- | --------------------------------------- | ---------------- |
| 2014 | Murasaki Baby                         | PlayStation Vita                        | Sony Interactive |
| 2017 | Last Day of June                      | PlayStation 4, Windows                  | 505 Games        |
| 2024 | Brothers: A Tale of Two Sons (remake) | PlayStation 5, Xbox Series X/S, Windows | 505 Games        |